# 榕树精神
榕树精神，也称福州精神，是别称“榕城”的中国福建省福州市的城市精神。
时任福州市委书记的习近平1994年为《榕树与榕树盆景》做跋时总结称，榕树“象征着不屈不挠的福州人精神”。
官方表述为“高效、廉洁、开拓、务实”。